# Gillenia
Gillenia é um género botânico pertencente à família Rosaceae.
1. ↑  «Gillenia — World Flora Online». www.worldfloraonline.org. Consultado em 19 de agosto de 2020